# Університет Ла-Лагуна
Університет Ла-Лагуна (ісп. Universidad de La Laguna; ULL) — іспанський вищий навчальний заклад, розташований у місті Сан-Кристобаль-де-ла-Лагуна на острові Тенерифе. Університет є найстарішим та найбільшим вишем Канарських островів. 2015 року університет Ла-Лагуна потрапив до рейтингу 500 найкращих університетів світу.

## Історія
Університет бере свій початок від 1701 року, коли августинці започаткували в місті освітній центр. Папська булла 1744 року передбачала його перетворення на Духовний Університет Святого Августина.
1792 року відповідно до королівського декрету Карл IV передбачалось створення в Сан-Кристобалі першого Universidad Literaria на Канарських островах, утім політична ситуація в Іспанії не дозволила цьому статись. Тим не менше, з поновленням на іспанському троні династії Бурбонів в особі Фернандо VII, виш таки було засновано в Ла-Лагуні як Universidad de San Fernando, спричинивши обурення в урядах решти островів.

## Структура
До складу університету входять Екологічний коледж Ла-Пальма, Літній коледж на острові Лансароте, Літній коледж на острові Гомера, Літній коледж Адехе (Тенерифе), класи моря на Ієрро й курси підвищення кваліфікації в різних муніципалітетах на Тенерифе й інших островах.